# Seca imperial
Les seques imperials eren, a l'Imperi Romà, les fàbriques de moneda.
L'emissió de moneda estava en mans dels tresviri monetales (superintendents de la seca), càrrec senatorial inferior (presenatorial), supervivent de l'època republicana, dins del grup del vingtivirat. No es tenen notícies del càrrec després de mitjans del segle iii, però és possible que fins i tot sobrevisqués algun temps. Al costat dels tresviri monetales es trobaven els seus auxiliars matricers (signatores), encunyadors (suppostores), forjadors (malliatores), i un càrrec de funcions indeterminades (officinatores), tots els quals potser eren lliberts o esclaus de l'emperador.
El nombre de treballadors de la seca principal (a Roma) era elevat, com ho prova el que poguessin organitzar-se i rebel·lar-se en temps d'Aurelià (cap a 270-275) sent precisa la intervenció de l'exèrcit per sufocar la revolta.
L'emissió de moneda no es va detenir (segurament al contrari) malgrat la greu crisi, durant tot el segle iii i van seguir fins al final de l'Imperi.